# Klemme (Elektrotechnik)

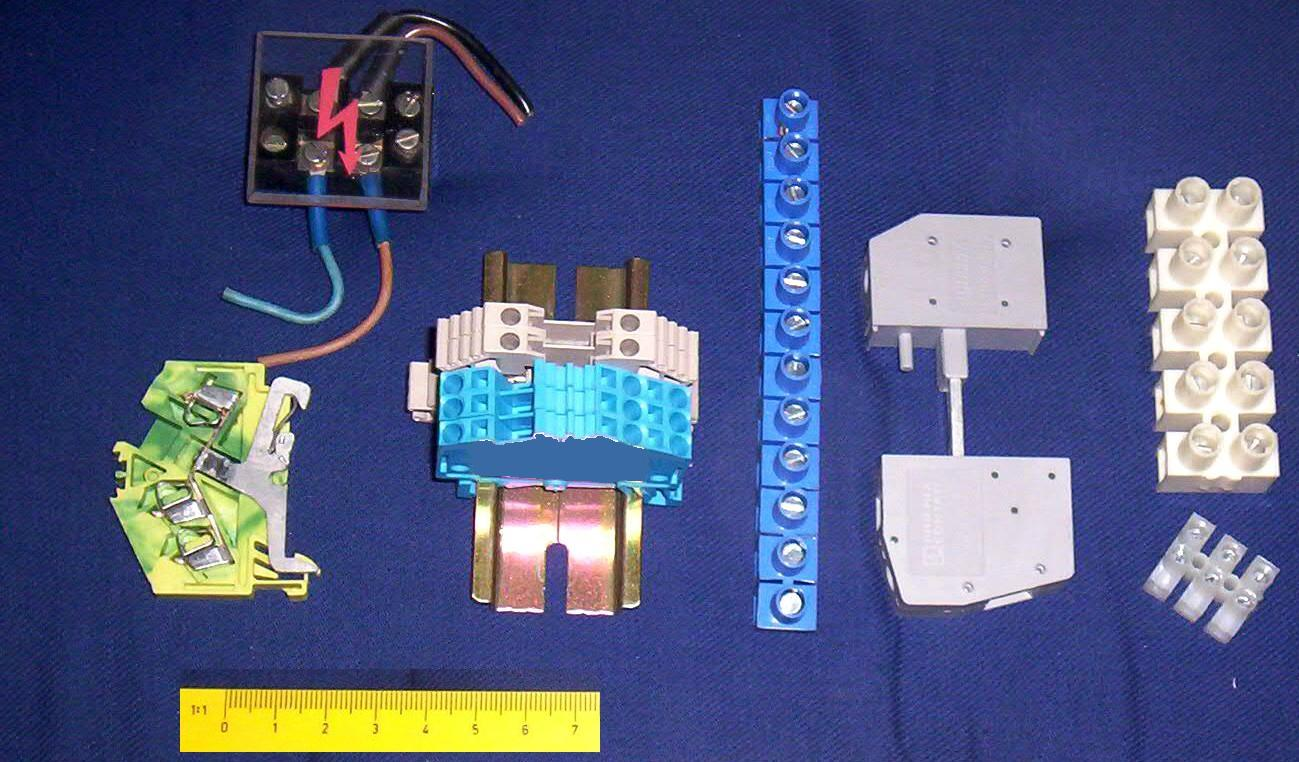
Ganz oben: traditionelle Schraubklemme
Untere Reihe (v. l. n. r.): PE-Klemme als Reihenklemme zum Aufklemmen auf Hutschiene - auf Hutschiene montierte Reihenklemmen - Klemmsteine (Dosenklemmen) - Durchgangs-/ Durchführungsklemme - fünffache und dreifache Lüsterklemme (Buchsenklemmen)

Eine Klemme dient in der Elektrotechnik zum lösbaren Anschluss oder der Verbindung von Drähten, Adern und Leitungen. Im angeklemmten Zustand muss ein dauerhafter, sicherer Kontakt gewährleistet sein. Das wird durch mechanische Fixierung (Schraube oder Feder) der angeschlossenen Leiter in einem leitfähigen Körper erreicht. Daneben existieren auch aufschraubbare Kabelverbinder. Anklemmen und abklemmen sind abgeleitete Wörter, die das Anschließen bzw. Trennen eines Geräts vom Stromnetz bezeichnen, das ohne Steckverbinder zustande kommt.
In einigen Bereichen, wie der Kraftfahrzeugelektrik, werden einheitliche Klemmenbezeichnungen verwendet.

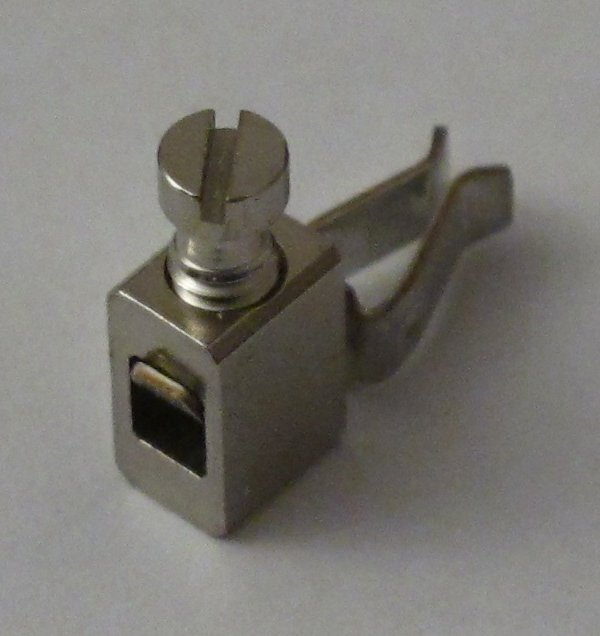
Fahrstuhlklemme – der namensgebende Bügel ist links in der Öffnung unter der Schraube sichtbar; diese spezielle Klemme besitzt zusätzlich eine hinten liegende Kontaktfeder

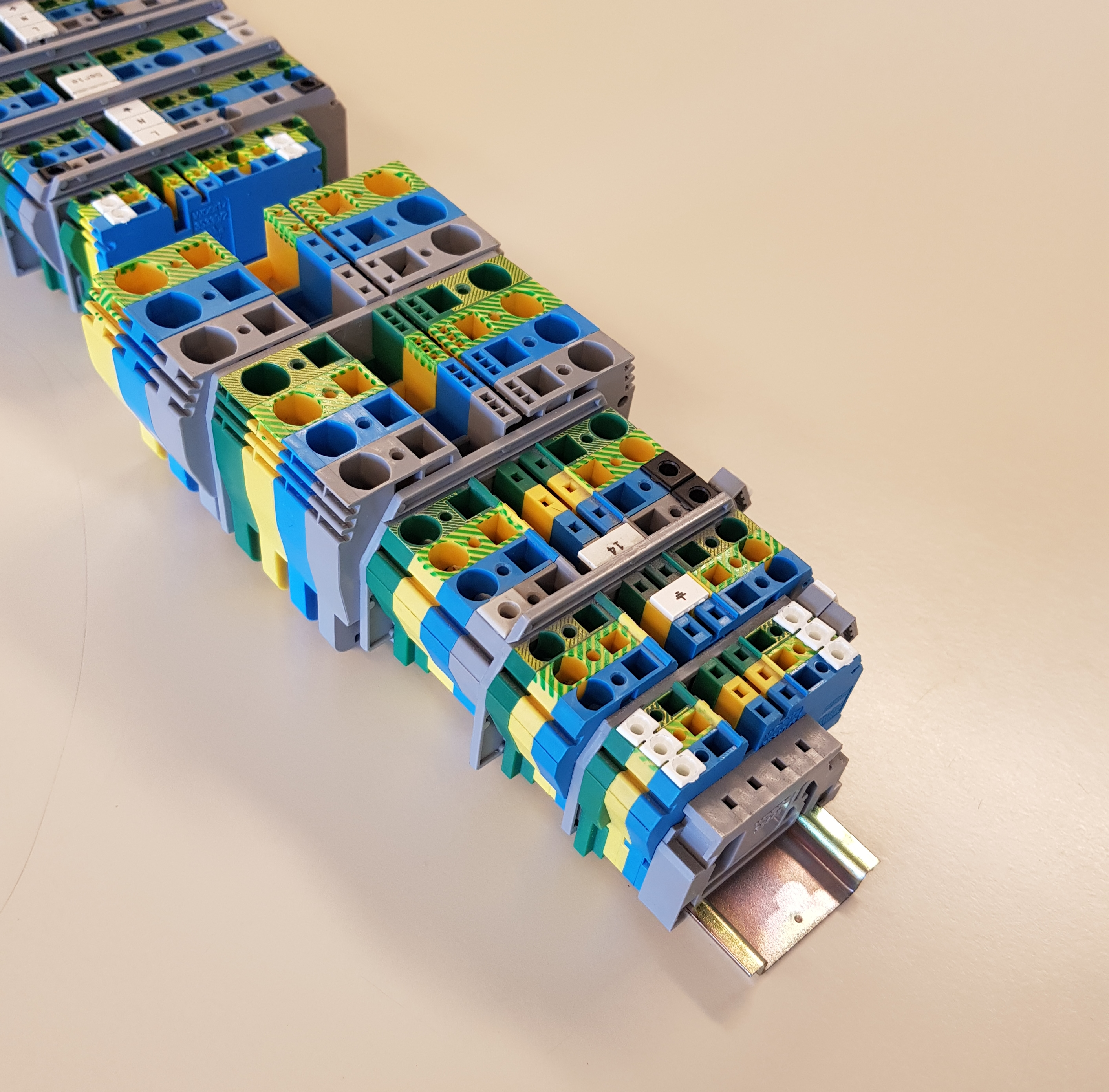
Reihenklemmen für Verteilerbau auf einer Tragschiene

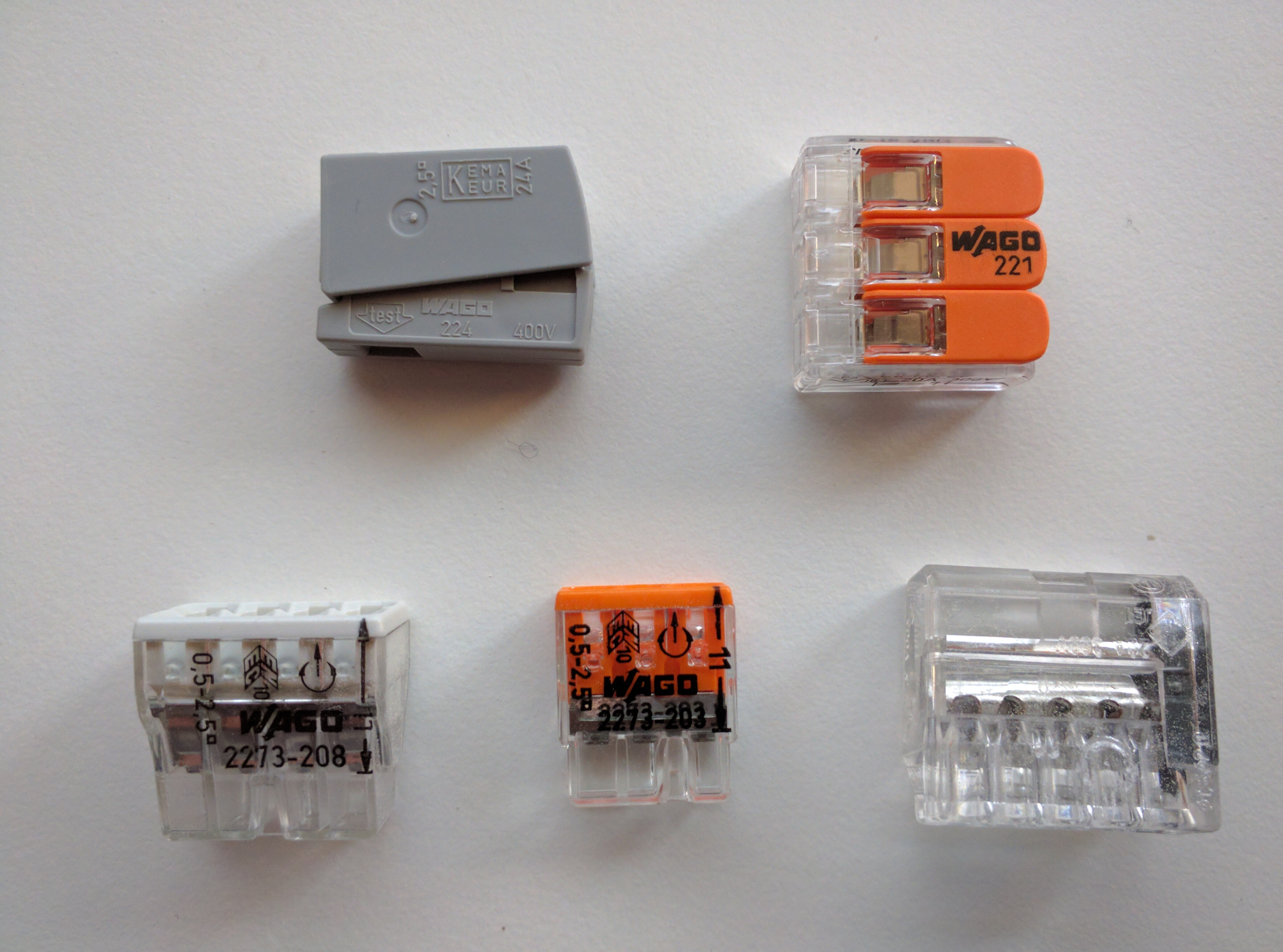
Verschiedene Federkraftklemmen

## Arten
- Einzelklemme (lose, isoliert) nach DIN EN 60998-2-1 (VDE 0613-2-1) als Schraubklemme oder DIN EN 60998-2-2 (VDE 0613-2-2) als schraubenlose Klemme für den Einsatz in Installationsdosen nach VDE 0606-1 (auch Verbindungsdosen, bzw. Abzweigdosen genannt).
- Brückenklemmen sind mehrere, miteinander elektrisch verbundene Klemmen.
- Eine Klemmleiste besitzt entweder mehrere elektrisch miteinander verbundene Anschlussstellen oder dient der Aufnahme einer Anzahl von Reihenklemmen.
- Reihenklemmen sind flach gehaltene Klemmen, die in größerer Zahl auf einer Tragschiene (z. B. DIN-Schiene TS35 „Hutschiene“) aneinander gereiht werden:[1]
  - Durchgangsklemme: Ein- oder mehrpolige („mehrstöckige“) Reihenklemmen, um komplexe Verteiler- und Schaltkästen übersichtlich zu verdrahten (z. B. Schutzleiterklemmen, Schirmleiterklemmen, Doppeldurchgangsklemmen, Doppelstockklemmen, Motoranschlussklemmen).
  - Installationsklemme: Ein- oder mehrpolige („Etagenklemmen“) Reihenklemmen mit Sonderfunktionen für die Gebäudeinstallation (z. B. N-Trennklemmen, Potentialausgleichsklemmen, Verteilereinspeiseklemmen):
    - Trennklemme: Spezialformen von Reihenklemmen zum manuellen Trennen von Stromkreisen.

  - Busklemme: weiterentwickelte Reihenklemmen mit Steuerelektronik.

- PCB-Klemmen oder Printklemmen: werden unmittelbar auf Leiterplatten bzw. gedruckte Schaltungen aufgebracht und verlötet und dienen zum Anschluss von flexiblen Leitungen durch Verschrauben, Klemmen oder Stecken. PCB steht für die englische Bezeichnung von Leiterplatte (printed circuit board).

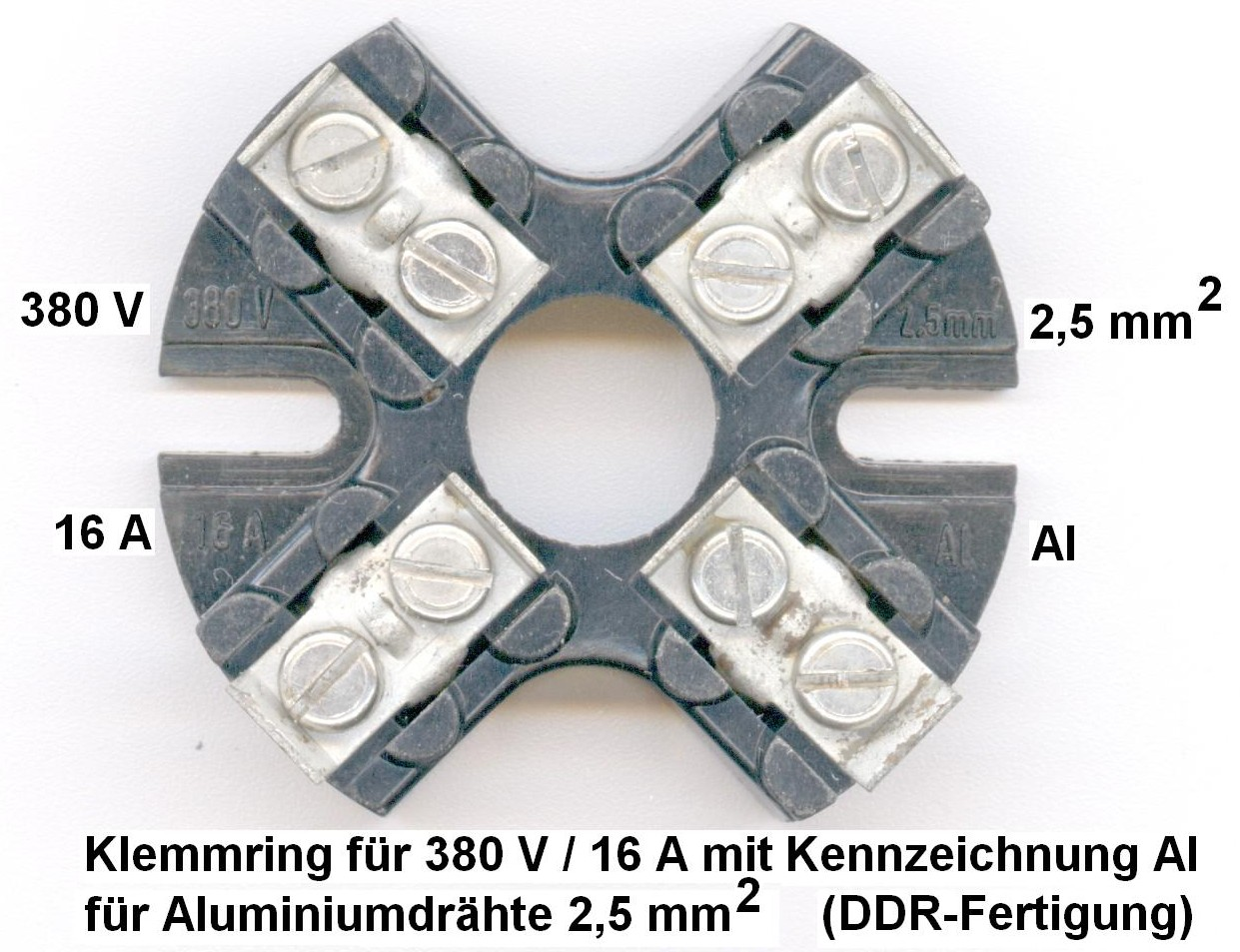
Auch für Aluminiumleiter zugelassener Klemmstein. Bauform für runde Verteilerdosen mit mittlerem Dorn, auf den der Klemmring gesteckt wird.

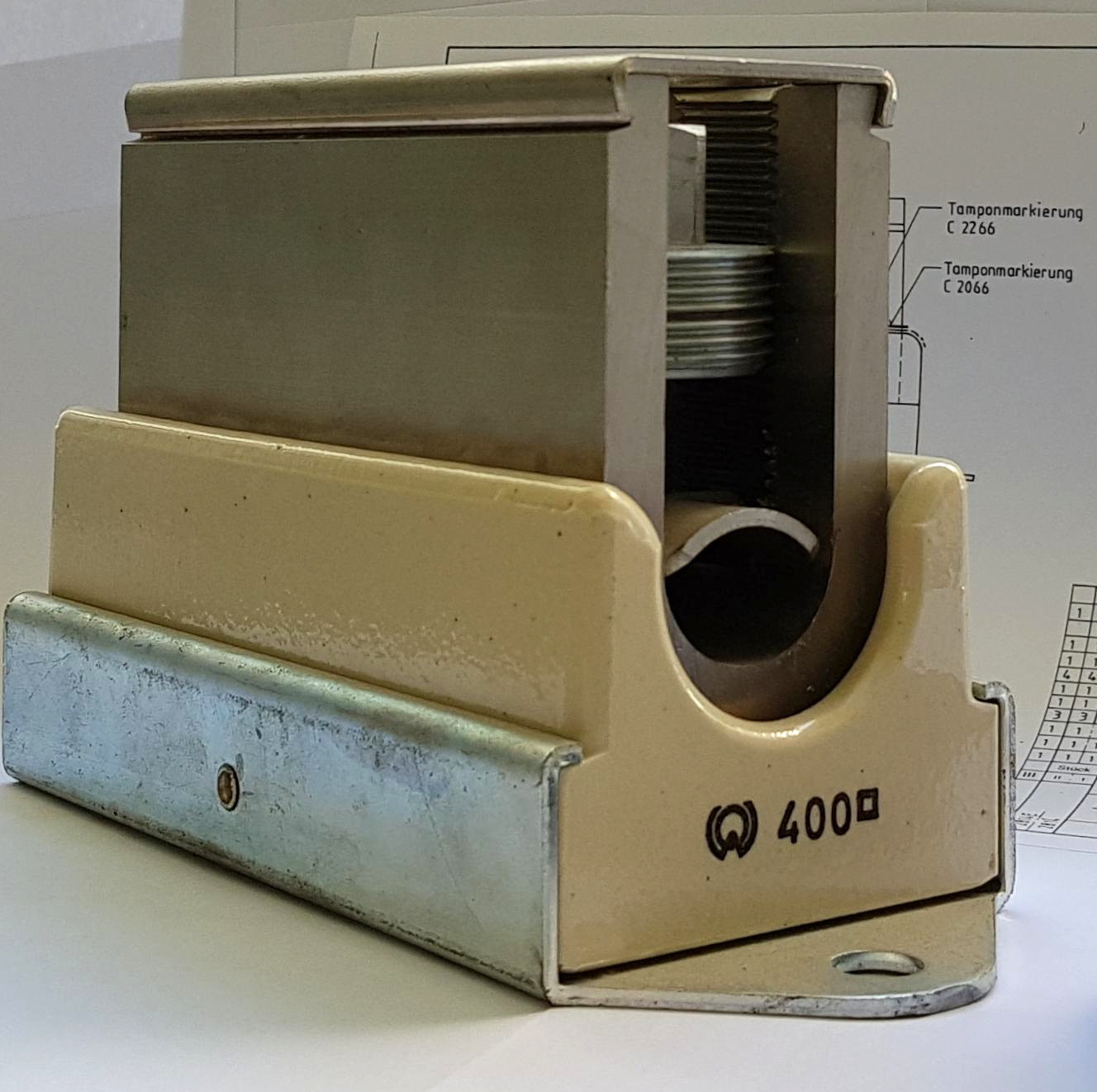
Schraubklemme für Leitungen mit 400 mm^{2} Querschnitt

### Schraubklemmen
Dosenklemmen und Geräteklemmen bestanden früher gewöhnlich aus Schrauben mit freiliegendem, breiten Kopf, unter dem der Leiter eingeklemmt wurde. Seitliche Begrenzungen verhinderten, dass die Leiter beim Festschrauben herausgeschoben wurden. Das gemeinsame Verklemmen mehrerer Leiter unter einem Schraubenkopf war problematisch. Zur Herstellung einer sicheren Verbindung wurde aus dem abisolierten Ende des Leiters eine Öse gebogen, durch welche dann die Schraube gesteckt werden konnte.
Zur sicheren und dauerhaften Übertragung größerer Ströme müssen Schraubklemmen mit einer definierten Mindestkraft angezogen werden. Dies ist ohne Beschädigung von Schraubenkopf oder Gewinde in der Regel nur möglich, wenn die Klemme aus hochwertigem Material gefertigt wurde.
Bei einfachen Klemmen ohne Zunge oder Druckplatte, die zwischen Schraube und Leiter liegt, wird zudem der Leiter beim Eindrehen der Schraube eingeschnürt und schlimmstenfalls durchtrennt.
Fein- und feinstdrähtige Litzen können ebenso wie Aluminiumleiter nur dann mit Schraubklemmen verwendet werden, wenn sie entweder mit einer Aderendhülse versehen werden oder wenn die Klemme über eine Zunge oder einen Bügel verfügt, der den Leiter vor dem rotierenden Ende der Schraube schützt. Gewöhnliche Aluminiumleiter dürfen generell nur temporär in Schraubklemmen verbunden werden, da der Kontaktdruck durch das Fließen des Aluminiums mit der Zeit nachlässt. Dabei erhöht sich der Übergangswiderstand und der Kontakt erwärmt sich. Wird die Schraubklemme nicht regelmäßig nachgezogen, kann sich die Klemme erhitzen, bis die Isolierung schmilzt und umliegende Materialien in Brand geraten. Die Oxidschicht des Aluminiumleiters erhöht den Übergangswiderstand. Der Leiter wird daher vor der Verbindung blank geschliffen und durch Einfetten vor erneuter Oxidation geschützt. Die Klemme sollte mit Fett gefüllt werden.
Klemmsteine bzw. Dosenklemmen sind einfache Schraubklemmen, die in der Hausinstallation zur Verschaltung der Stromkreise in Abzweigdosen verwendet werden. Meist werden mehrere Klemmen auf einem Isolierkörper zusammengefasst. Die Bezeichnung Klemmstein bezieht sich auf den Isolierkörper, der früher meist aus Keramik bestand.
Lüsterklemmen werden auch Leuchten- bzw. Leuchterklemmen oder Blockklemmen genannt. Lüsterklemmen sitzen aneinandergereiht in einem Isolierkörper aus Keramik oder Kunststoff. Längere Reihen lassen sich in der Regel leicht zu kleineren Einheiten auftrennen.
Im Gegensatz zu Klemmsteinen besitzen Lüsterklemmen jeweils zwei Schrauben, um beidseitig jeweils eine Ader klemmen zu können.
Dies erleichtert die Montage, indem einzelne Adern ausgewechselt werden können, ohne die gegenüberliegenden Ader zu lösen.
Um das wiederholte Auftrennen mehrpoliger Verbindungen weiter zu erleichtern, sind doppelte Klemmenreihen mit jeweils drei Schrauben pro Klemmenpaar erhältlich. Herausstehende Stifte stellen die Verbindung zwischen beiden Reihen her. Nach Lösen der mittleren Schraubenreihe können die Klemmenreihen auseinandergezogen werden.
Metallzungenklemmen sind Lüsterklemmen mit innenliegenden Zungen. Beim Anziehen der Schraube drückt die Metallzunge auf den Leiter, so dass auch feindrähtige Litzen geklemmt werden können, ohne sie zu beschädigen.
Fahrstuhlklemmen (alternative Bezeichnung: "Schraubklemme mit Zughülse") besitzen statt der dünnen Metallzunge einen soliden Bügel („Fahrstuhl“), der die Leiter beim Anziehen zusammenpresst. Damit können flexible Litzenleitungen ohne Aderendhülse direkt geklemmt werden, ohne dass die Schraube bei dem Klemmvorgang die Einzeldrähte beschädigt. Ebenfalls kann eine größere Anzahl von Einzeladern gemeinsam geklemmt werden, ohne dass diese der Schraube ausweichen können, wie es bei gewöhnlichen Schraubklemmen der Fall ist.

### Federkraftklemme
Federkraftklemmen werden auch Steckklemme, Käfigzugklemme, Käfigklemme, Federzugklemme, nach einem bekannten Hersteller Wagoklemme oder allgemein Federklemme genannt. Sie sind inzwischen weit verbreitet, da sie eine schnelle und sichere Verbindung ermöglichen. Die meisten Steckdosen- und Schalterdoseneinsätze sowie viele elektrische Bauteile sind heute mit Federkraftklemmen ausgestattet.
In die Klemme eingeführte, abisolierte Aderenden werden durch eine gebogene Federklinge festgeklemmt. Eine Lockerung der Verbindung durch Vibration ist ausgeschlossen. Die Erhöhung des Kontaktwiderstands durch Nachlassen der Pressung, Oxidation oder andere Arten der Kontaktkorrosion tritt fast nicht ein, da der Kontaktdruck durch die Federspannung aufrechterhalten wird.
Federkraftklemmen werden durch die Hersteller meist auch für Aluminiumleiter freigegeben. Allerdings soll der Leiter zunächst blank geschliffen werden. Außerdem wird die Klemme vor dem Einführen des Leiters mit Fett gefüllt, um die erneute Oxidation des Aluminiums zu verhindern.
Zum Lösen der Verbindung wird in der Regel die Spitze eines Schraubendrehers durch eine Öffnung im Gehäuse eingeführt, um die Federklemmzunge zurückzudrücken. Kupferleiter können meist auch durch wiederholte wechselweise Drehung der Ader nach und nach aus der Klemme gezogen werden.

### Schneidklemme
Schneidklemmen bestehen aus einem geschlitzten Blechstück, in einer Halterung aus Isoliermaterial.
Der Schlitz weitet sich nach oben etwas auf und ist auf den Durchmesser des verwendeten Leiters abgestimmt.
Die zu verbindende Ader braucht nicht abisoliert werden. Beim Einführen der Ader in den Schlitz wird die Isolierung durchtrennt und der Kontakt wird durch eine Klemmung des Blechs auf dem Leiter hergestellt.
In der Telekommunikationstechnik ist die LSA-Anschlusstechnik zum Verbinden von Telefon- und Netzwerkkabeln sowie zum Kontaktieren vieladriger Flachbandkabel verbreitet.

### Sonderformen
- Sicherungsklemmen dienen zur Aufnahme eines Sicherungselementes gegen Überstrom.
- Erdungsklemmen (PE-Klemmen) stellen eine Verbindung zu metallischen Bauteilen wie Gehäuse, Montageschiene, Profilen oder Rohren her und dienen dem Anschluss von Schutzleitern
- Schirmklemmen (gelegentlich auch Schirmklammern) dienen zur Verbindung von außenliegenden Leitungsschirmen mit dem Massepotential (z. B. bei Koax-Kabeln), um die elektromagnetische Verträglichkeit zu gewährleisten.
- Magnetklemme: Besonders geeignet für temporäre Verbindungen wie Versuchsaufbauten. Mit dieser Klemmen-Art lassen sich auf einfache Weise Batteriehalterungen herstellen.
- Induktionsklemme zur Strommessung: Im Gegensatz zu den anderen Klemmen stellt eine Induktionsklemme keinen elektrischen Kontakt her, sondern wird lediglich um einen elektrische Leitung gelegt, um in der Art eines   Stromwandlers die magnetische Feldstärke des Leiters zu messen; die Messwerte werden entweder an ein Strom- oder Energiemessgerät übertragen oder dienen in der Kfz-Technik zur Erfassung der Zündimpulse durch ein elektronisches Drehzahlanzeigegerät.